# Manuel da Rocha

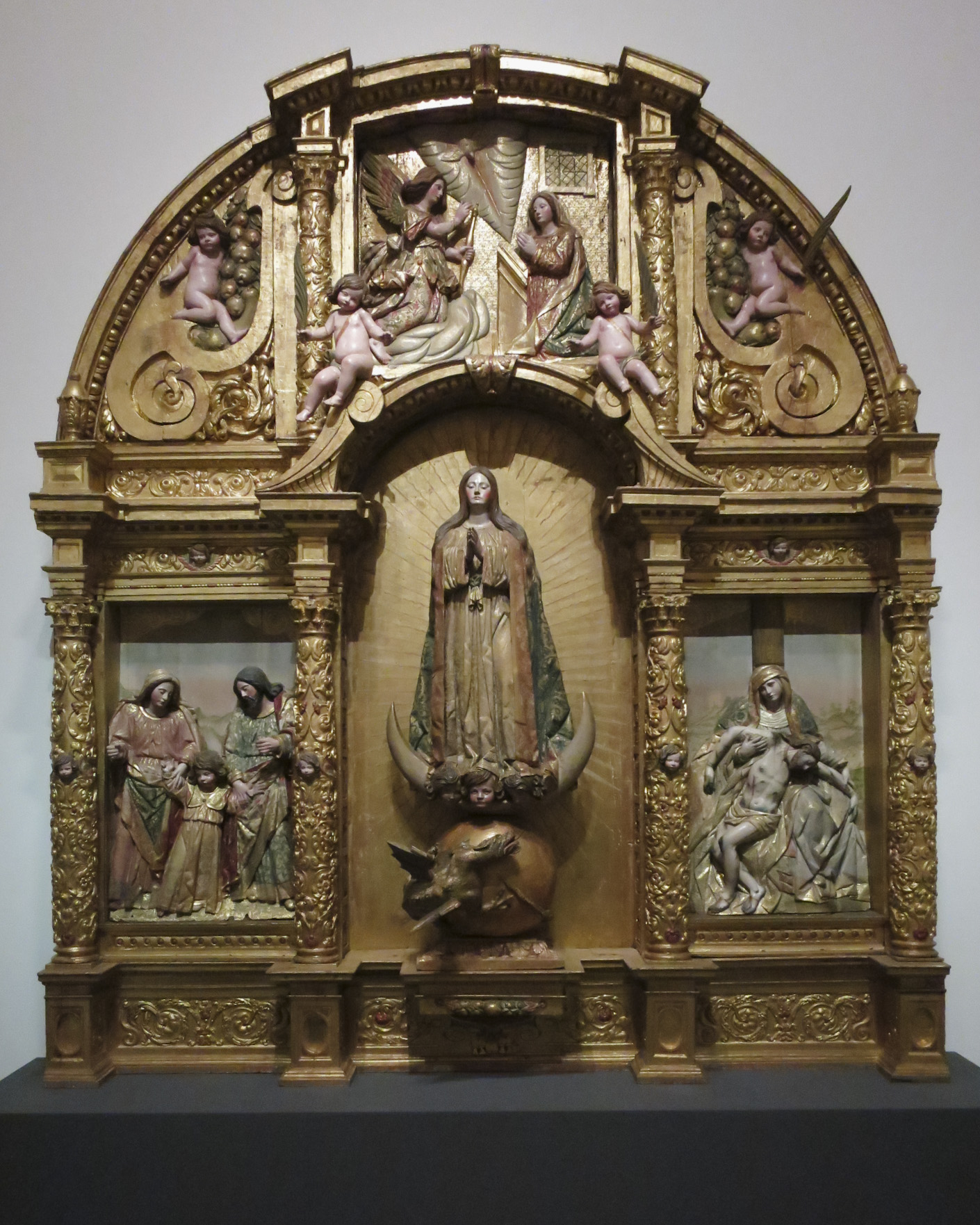
Retábulo de Nossa Senhora da Conceição

Manuel da Rocha foi um escultor português do século XVII.

## Vida / Obra
Formado possivelmente em Valladolid, como denunciam as características da sua obra, Manuel da Rocha "apresenta um estilo solidário com a tradição portuguesa, menos dramatizante do que a espanhola". Foi para Coimbra procurar trabalho nas obras dos colégios universitários e aí exerceu a sua atividade no segundo e terceiro quartel do séc. XVII.
Podem ser-lhe atribuídas, entre outras, as seguintes obras: Altar da Capela da Vida da Virgem, 2ª metade do séc. XVII (Sé Nova de Coimbra); Retábulo em talha policromada, Capela de Santo António, 2ª metade do séc. XVII (Sé Nova de Coimbra); Retábulo de Nossa Senhora da Imaculada Conceição, 1647-1676 (proveniente do Mosteiro de Santa Clara; atualmente no Museu Nacional de Machado de Castro, Coimbra); Nossa Senhora da Apresentação, 3º quartel do século XVII (MNMC, Coimbra).

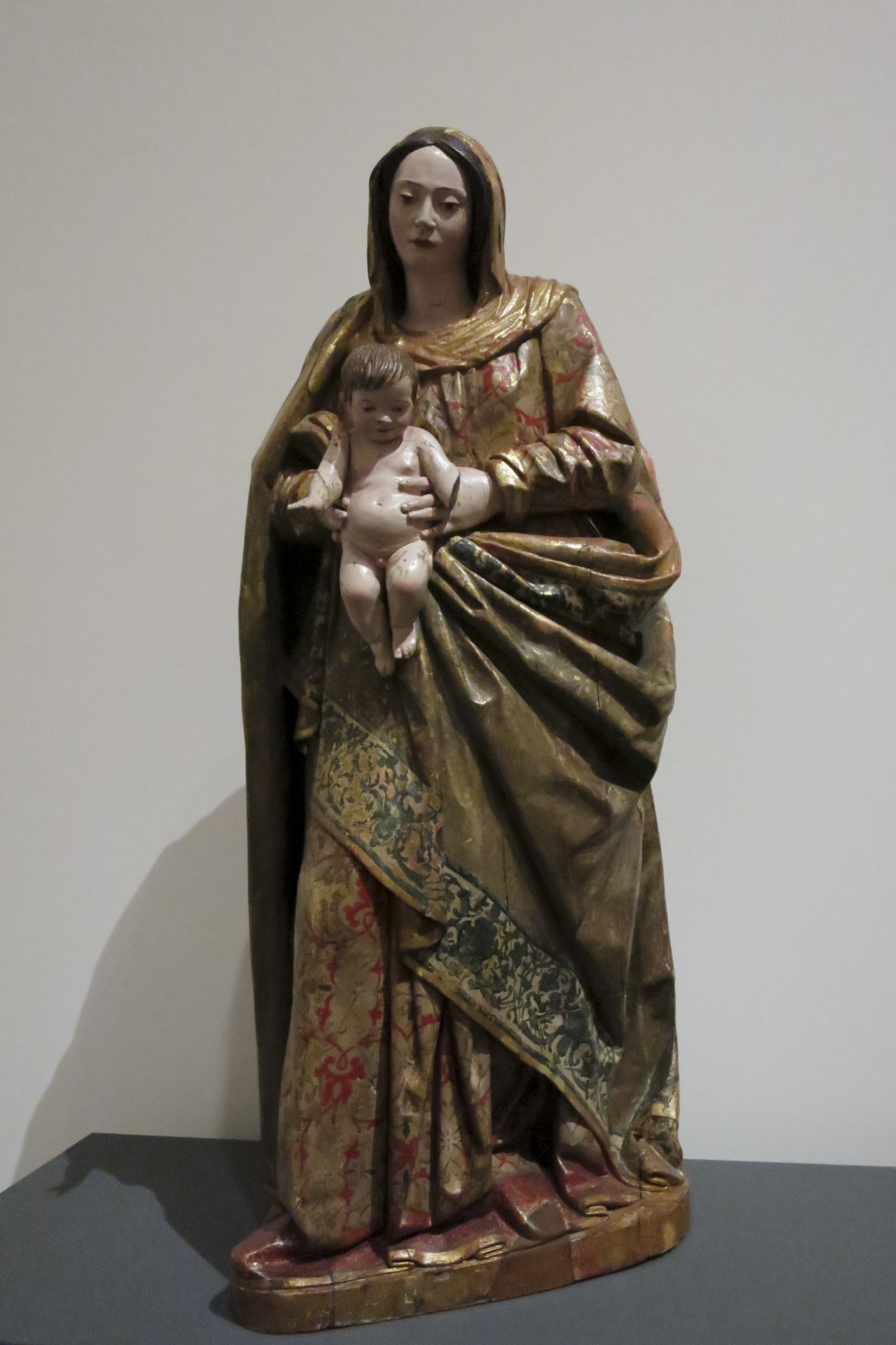
Nossa Senhora da Apresentação, séc. XVII